# Dobra (Ukraina)
Dobra (ukr. Добра) – wieś na Ukrainie, w obwodzie czerkaskim, w rejonie mańkiwskim. W 2001 roku liczyła 1130 mieszkańców.
We wsi znajduje się dwór wybudowany w pierwszej połowie XIX wieku w stylu późnoklasycystycznym przez Floriana Różyckiego.